# Iosîpivka, Vilșanka
Iosîpivka (în ucraineană Йосипівка) este localitatea de reședință a comunei Iosîpivka din raionul Vilșanka, regiunea Kirovohrad, Ucraina.

## Demografie
Componența lingvistică a localității Iosîpivka
     Ucraineană (94,26%)
     Rusă (4,47%)
     Alte limbi (1,28%)
Conform recensământului din 2001, majoritatea populației localității Iosîpivka era vorbitoare de ucraineană (94,26%), existând în minoritate și vorbitori de rusă (4,47%).